# Rudolf Buhse

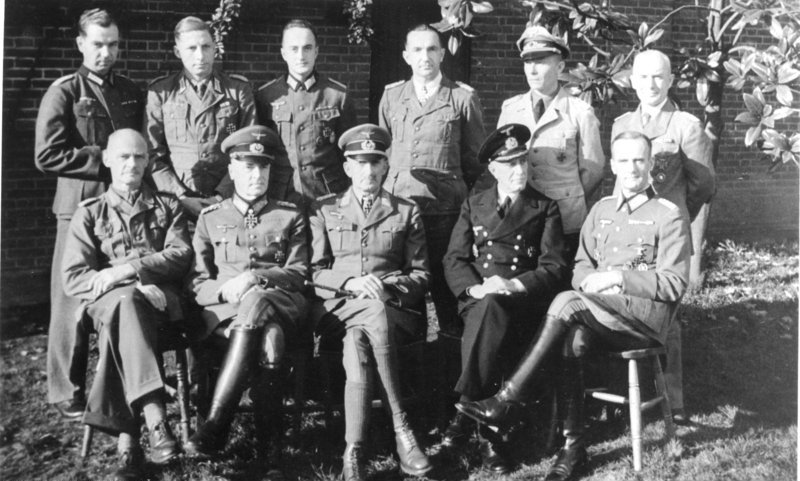
Oberst Rudolf Buhse (hintere Reihe, Dritter von rechts) im November 1943 mit anderen deutschen Kriegsgefangenen im Trent Park

Rudolf Gustav Buhse (* 10. April 1905 in Graudenz; † 26. November 1997 in Tutzing) war ein deutscher Offizier im Heer der Wehrmacht und späterer Brigadegeneral der Bundeswehr.

## Militärischer Werdegang
Beförderungen
- 1. September 1928 Leutnant
- 1. Oktober 1932 Oberleutnant
- 1. Dezember 1935 Hauptmann
- 1. Februar 1941 Major
- 1. April 1942 Oberstleutnant
- 1. Februar 1943 Oberst
- 5. Dezember 1960 Brigadegeneral

### Reichswehr und Wehrmacht
Buhse trat am 1. April 1924 in die Reichswehr ein, wo er dem 14. (Badisches) Infanterie-Regiment zugeteilt wurde. Nach seiner Grund- und Offiziersausbildung erfolgte seine Versetzung zum 3. (Preußisches) Infanterie-Regiment, das bis Ende September 1934 sein Stammregiment blieb. Während seiner dortigen Dienstzeit war Buhse Zugführer und von September 1928 bis März 1929 Rekrutenoffizier in Marienwerder. Im Oktober 1934 wurde Buhse als Kompanieoffizier zum 4. (MG) Infanterie-Regiment nach Marienburg versetzt. Von Oktober 1935 bis September 1937 absolvierte er einen Generalstabslehrgang an der Kriegsakademie in Berlin. Am 12. Oktober 1937 kam er als Kompaniechef zu seinem neuen Stammregiment, dem Infanterie-Regiment 47 nach Lüneburg. Mit diesem nahm Buhse als Kommandeur des III. Bataillons im Verband der 22. Infanterie-Division am Westfeldzug teil, später am Ostfeldzug im Rahmen der Heeresgruppe Süd, wo seine Division bis auf die Krim und nach Sewastopol vorstieß. Am 15. Oktober 1942 wurde Buhse zum Kommandeur seines Regiments ernannt. Dieses führte er anschließend, als „Kampfgruppe Buhse“ bezeichnet, im Afrikafeldzug, wo Buhse am 9. Mai 1943 in britische Kriegsgefangenschaft geriet. Er wurde in Trent Park interniert.
1946 kehrte Buhse nach Deutschland zurück. 

### Bundeswehr
Am 1. September 1956 trat er mit dem Dienstrang Oberst in die Bundeswehr ein. Bis 1958 war er Leiter der Prüfgruppe Aufnahmeorganisation in Hannover. 1958 wurde er zum Referatsleiter für Personal im Bundesministerium für Verteidigung in Bonn ernannt. Am 1. Juli 1959 wurde er Kommandeur der Panzergrenadierbrigade 2 in Braunschweig. Am 1. November 1960 wurde er zum Kommandeur der Infanterieschule in Hammelburg ernannt und am 5. Dezember 1960 zum Brigadegeneral befördert. Er kommandierte die Infanterieschule bis zu seiner Pensionierung am 30. September 1962.

## Auszeichnungen
- Eisernes Kreuz (1939) II. und I. Klasse
- Deutsches Kreuz in Gold am 27. Oktober 1941
- Ritterkreuz des Eisernen Kreuzes am 17. August 1942
- Großes Verdienstkreuz des Verdienstordens der Bundesrepublik Deutschland am 13. September 1962 (anlässlich seiner Verabschiedungsfeier)